# Trains (magazine)
Pour les articles homonymes, voir Train (homonymie).
Trains est un magazine mensuel sur les trains et les chemins de fer destiné aux passionnés de chemin de fer  et aux employés de l'industrie ferroviaire. Le magazine couvre principalement les événements ferroviaires aux États-Unis et au Canada, mais contient quelques articles sur les chemins de fer ailleurs. Il fait partie des 11 magazines publiés par Kalmbach Media, basé à Waukesha dans le Wisconsin.
Il a été fondé sous le nom de Trains en 1940 par l'éditeur Al C. Kalmbach et le directeur éditorial Linn Westcott. D'octobre 1951 à mars 1954, le magazine s'intitule Trains and Travel.
Jim Wrinn, ancien journaliste et rédacteur en chef du Charlotte Observer, a été rédacteur en chef de 2004 jusqu'à sa mort en 2022. Carl A. Swanson lui succède.

## Éditeurs
- Al C. Kalmbach, 1940–1948
- Willard V. Anderson, 1948–1953
- David P.Morgan, 1953–1987
- J.David Ingles, 1987–1992
- Kevin P. Keefe, 1992-2000, 2004, 2022 (par intérim) [4]
- Mark W. Hemphill, 2000–2004
- Jim Wrinn, 2004-2022
- Carl A. Swanson, 2022-présent

## Sources et références
1. ↑  Trains Magazine, May 2019
2. ↑  Keefe, « Jim Wrinn led Trains Magazine with passion », Trains, Kalmbach Media, 30 mars 2022 (consulté le 30 mars 2022)
3. ↑  « Carl A. Swanson named TRAINS Magazine editor », Trains, Kalmbach Media, 11 mai 2022 (consulté le 11 mai 2022)
4. ↑  « Kalmbach names Keefe as Trains interim editor », Trains, Kalmbach Media, 6 avril 2022 (consulté le 7 avril 2022)